# محافظة أبوية
المحافظة الأبوية، التي يشار إليها أيضًا بالاشتراكية المحافظة أو الاشتراكية اليمينية، هي اتجاه لدى المحافظين يعكس الإيمان بأن المجتمعات تنشأ وتتطوّر طبيعيًا، وأن الأعضاء داخلها عليهم واجبات تجاه بعضهم. هناك تركيز خاص على الواجب الأبوي لأولئك الأثرياء الذين يتمتّعون بالامتيازات تجاه أجزاء المجتمع الأفقر. نظرًا إلى أنها تتّسق مع مبادئ مثل العضوانية والهرمية والواجب، يمكن أن يُنظر إليها على أنها ثمرة التقليدانية المحافظة. لا يدعم المحافظون الأبويون الفرد ولا الدولة من حيث المبدأ، لكنهم بدلًا من ذلك مستعدون لدعم أحدهما أو يوصون بإيجاد توازن بين الأمرين معتمدين على ما هو أكثر عملية.
وتشدّد المحافظة الأبوية على أهمية وجود شبكة أمان اجتماعي للتعامل مع الفقر، ودعم إعادة التوزيع المحدودة للثروة والدخل، إلى جانب التنظيم الحكومي للأسواق لصالح المستهلكين والمنتِجين. نشأت المحافظة الأبوية لأول مرّة بصفتها أيديولوجيا مستقلّة في المملكة المتحدة في ظل تبنّي رئيس الوزراء المحافظ بينجامين دزرائيلي سياسة الأمة الواحدة. كانت هناك مجموعة متنوعة من الحكومات المحافظة التي تتبع نهج الأمة الواحدة. في المملكة المتحدة، كان بينجامين دزرائيلي، وستانلي بالدوين، ونيفيل تشامبرلين، وونستون تشرشل، وهارولد ماكميلان، رؤساء وزراءٍ محافظين يسيرون علي نهج الأمة الواحدة.
خلال القرن التاسع عشر في ألمانيا، تبنّى المستشار المحافظ المستقل أوتو فون بسمارك سياسات التأمين الإجباري الذي أدارته الدولة للعاملين ضد المرض والحوادث والعجز والشيخوخة كجزء من برنامج الدولة الاجتماعي. روّج ليو فون كابريفي، وهو مستشار محافظ مستقل آخر، أجندة محافظة تُسمى المنحى الجديد.
في الولايات المتحدة، كانت الإدارة الجمهورية للرئيس ويليام هوارد تافت محافظةً تقدمية، ووصف نفسه بأنه «مؤمنٌ في النزعة المحافظة التقدمية»، وأعلن الرئيس الجمهوري دوايت ديفيد أيزنهاور نفسه مناصرًا لـ«المحافظة التقدمية». في كندا، كانت مجموعة متنوعة من الحكومات المحافظة جزءًا من تقليد المحافظين الحمر، إذ سُمّي الحزب المحافظ الرئيسي السابق في كندا الحزب الكندي التقدمي المحافظ منذ عام 1942 وحتى عام 2003. قاد الحكوماتِ الفيدرالية المحافظة الحمراء في كندا رؤساءُ وزراء محافظون وآخرون محافظون تقدُميون مثل: آرثر ميين، وريتشارد بينيت، وجون دايفنبيكر، وجو كلارك، وبرايان مولروني، وكيم كامبل.